# Trionymus multivorus
Trionymus multivorus är en insektsart som först beskrevs av Kiritchenko 1936.  Trionymus multivorus ingår i släktet Trionymus och familjen ullsköldlöss. Inga underarter finns listade i Catalogue of Life.